# Благородный венецианец по прозвищу «Полосатая задница»
«Благородный венецианец по прозвищу „Полосатая задница“» (итал. Culastrisce Nobile Veneziano) — итальянский художественный фильм в жанре эксцентрической комеди, поставленный режиссёром Флавио Могерини. В главной роли — Марчелло Мастроянни. Также в фильме снялась семейная пара — Адриано Челентано и Клаудиа Мори.

## Сюжет
Агостино — органист, который в результате полосы неудач теряет свой фургон, служивший ему и транспортным средством, и домом. К счастью, он знакомится с маркизом по имени Лука Мария, обедневшим аристократом, известным в округе своими увлечениями: полётами на воздушном шаре, выращиванием редких сортов тюльпанов и игрой на виолончели. Особняк маркиза, роскошное сооружение в стиле XVIII века, напоминает об элегантных балах того времени. Эта атмосфера возвращается каждый раз, когда Агостино (на органе) и Лука (на виолончели) исполняют произведения Вивальди.
Лука полностью поглощён прошлым и постоянно разговаривает с воображаемой женщиной, называя её своей женой. Агостино подыгрывает маркизу, опасаясь что может потерять крышу над головой. Тем временем, агенты риелторской фирмы, давно желающей купить особняк, задумывают объявить маркиза сумасшедшим и приобрести имение с помощью его тётки. В этот замысел вмешивается проститутка Надя, чья природная жадность используется друзьями маркиза для того, чтобы сыграть необходимую роль жены маркиза и тем самым сохранить имущество.
Продажу дома удаётся сорвать, однако Надя не спешит расставаться с ролью маркизы. Когда же она становится слишком жадной и совершенно несносной (к примеру, она закрашивает красной краской старинные фрески на стенах особняка, под предлогом косметического ремонта помещения), они избавляются от неё, отпустив в свободный полёт на воздушном шаре.

## В ролях
| Актёр               | Роль              |
| ------------------- | ----------------- |
| Марчелло Мастроянни | маркиз Лука Мария |
| Лино Тоффоло        | Агостино          |
| Клаудиа Мори        | Надя              |
| Адриано Челентано   | Sprint Boss       |
| Флора Карабелла     | тетя Луиза        |